# Ruda-Huta (gmina)
Pour les articles homonymes, voir Ruda-Huta.
Ruda-Huta est une gmina rurale (gmina wiejska) du powiat de Chełm, dans la Voïvodie de Lublin, dans l'est de la Pologne, à la frontière avec l'Ukraine
Son siège administratif (chef-lieu) est le village de Ruda-Huta, qui se situe environ 11 kilomètres au nord-est de Chełm (siège du powiat) et 70 kilomètres à l'est de la capitale régionale Lublin (capitale de la voïvodie).
La gmina couvre une superficie de 112,48 km2 pour une population de 4 813 habitants en 2006.

## Histoire
De 1975 à 1998, la gmina est attachée administrativement à la voïvodie de Chełm.

Depuis 1999, elle fait partie de la voïvodie de Lublin.

## Géographie
La gmina inclut les villages et localités de :

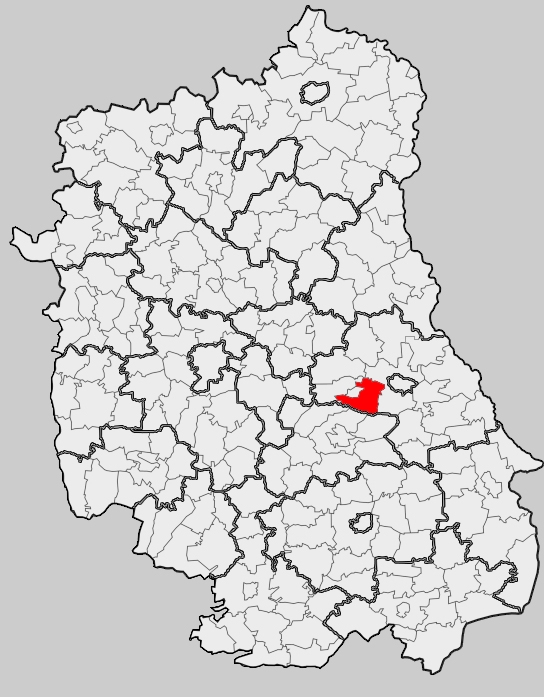
Position de la gmina dans la voïvodie

- Chromówka
- Dobryłów
- Gdola
- Gotówka
- Hniszów
- Jazików
- Karolinów
- Leśniczówka
- Poczekajka
- Ruda
- Ruda-Huta
- Ruda-Opalin
- Rudka
- Żalin
- Zarudnia

### Gminy voisines
La gmina de Ruda-Huta est voisine des gminy suivantes :
- Chełm
- Dorohusk
- Sawin
- Wola Uhruska

Elle est également frontalière de l'Ukraine.

## Structure du terrain
D'après les données de 2002, la superficie de la commune de Ruda-Huta est de 112,48 kilomètres carrés, répartis comme telle :
- terres agricoles : 73 %
- forêts : 17 %

La commune représente 6,32 % de la superficie du powiat.

## Démographie
Données du 30 juin 2004:
| Description        | Total  | Total | Femmes | Femmes | Hommes | Hommes |
| ------------------ | ------ | ----- | ------ | ------ | ------ | ------ |
| Unité              | Nombre | %     | Nombre | %      | Nombre | %      |
| Population         | 4 847  | 100   | 2 423  | 51     | 2 424  | 49     |
| Densité (hab./km²) | 43,1   | 43,1  | 21,5   | 21,5   | 21,6   | 21,6   |